# محله پروازی لاکنو
محله پروازی لاکنو (به انگلیسی: Lucknow Air Force Station) (به زبان بومی: लखनऊ एयरफोर्स स्टेशन) یک فرودگاه نظامی است . این فرودگاه در شهر لکنو کشور هند قرار دارد .